# 우카이 노부시게

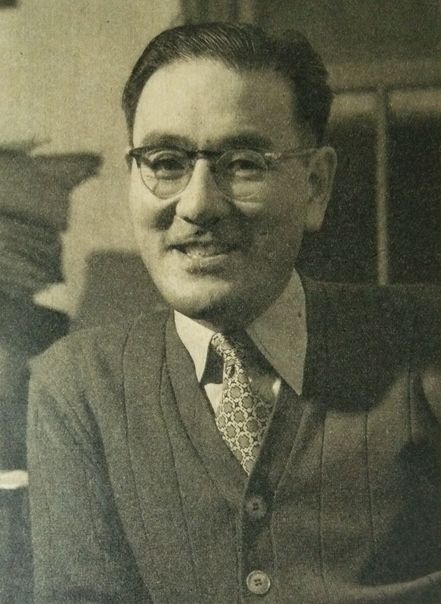

우카이 노부시게(鵜飼信成, 1906년 3월 9일 ~ 1987년 5월 10일)은 일본의 헌법·행정법 학자로 도쿄도 출신이다. 전 일본학사원 회원.

## 약력
- 1930년 - 도쿄 제국대학 법학부 졸업
- 1931년 - 경성제국대학 강사
- 1943년 - 경성제국대학 교수
- 1947년 - 도쿄 제국대학 교수
- 1952년 - 도쿄 대학 사회과학연구소장
- 1961년 - 고쿠사이키리스토쿄 대학 제2대 학장
- 1967년 - 세이케이 대학 교수
- 1968년 - 도쿄 도 공안위원
- 1969년 - 일본공법학회 이사장
- 1975년 - 센슈 대학 교수
- 1976년 - 훈2등 욱일중광장 수여
- 1980년 - 일본학사원 회원
- 1983년 - 고쿠사이키리스토쿄 대학 명예교수

## 주요 저서
- 《사회행정법》(社会行政法, 닛폰효론샤, 1938년)
- 《법률 이야기》(法律のはなし, 산세이도 출판, 1950년)
- 《행정법의 역사적 전개》(行政法の歴史的展開, 유히카쿠, 1952년)
- 《헌법 (법률학강좌)》(憲法（法律学講座）, 고분도, 1954년)
- 《현대 미국법학》(現代アメリカ法学, 닛폰효론샤, 1954년)
- 《헌법 [이와나미 전서]》(憲法[岩波全書], 이와나미 쇼텐, 1956년)
- 《공무원법 [법률학 전집]》(公務員法[法律学全集], 유히카쿠, 1958년)
- 《헌법과 재판관 [이와나미신서]》(憲法と裁判官[岩波新書], 이와나미 쇼텐, 1960년)
- 《신과 인간의 사이》(神と人との間, 고분도, 1966년)
- 《법이란 무엇인가》(法とは何か, 일본방송출판협회, 1969년)
- 《헌법에 의한 상징과 대표》(憲法における象徴と代表, 이와나미 쇼텐, 1977년)
- 《법과 재판을 지탱하는 정신》(法と裁判をささえる精神, 이와나미 쇼텐, 1983년)
- 《사법심사와 인권의 법리》(司法審査と人権の法理, 유히카쿠, 1984년)